# Teléfono Essential
El Teléfono Esencial (oficialmente Teléfono ó PH-1) es un Teléfono inteligente Android diseñado por el cofundador de Android Andy Rubin, y fabricado, desarrollado y comercializado por Essential Products. El teléfono fue oficialmente revelado el 30 de mayo de 2017.
El Teléfono Esencial tiene titanio y cuerpo cerámico, una pantalla de borde a borde protegido con Gorilla Glass 5 y cámara de doble lentes, una lente la cual tiene un sensor dedicado a la fotografía en blanco y negro. Acompañando al teléfono hay una cámara de 360 grados que se puede conectar a la parte superior del dispositivo.

## Historia

### Prelanzamiento

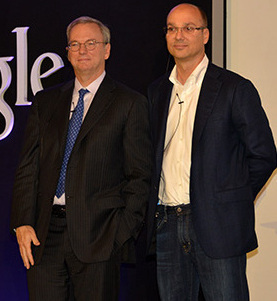
Eric Schmidt y Andy Rubin

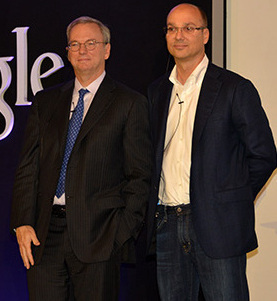
Eric Schmidt y Andy Rubin

Bloomberg Informó en enero de 2017 que Andy Rubin, cofundador del sistema operativo de Android adquirido por Google en 2005, se preparaba para anunciar una compañía de hardware nueva que llamó Esencial, de la cual el primer producto de hardware sería el "Teléfono Esencial".
El teléfono primero apareció en un tuit de Rubin, publicado el 27 de marzo de 2017. En la cita del tuit, Eric Schmidt director ejecutivo de Alphabet confirmó que el teléfono correría Android. Unos cuantos días con anterioridad al anuncio oficial, Esencial tuitió una imagen de que parecía ser un cámara de 360 grados conectada al teléfono inteligente. The Verge exclusivamente anunció el dispositivo el 30 de mayo de 2017, horas antes del anuncio de Rubin en el escenario en una conferencia de tecnología.

## Especificaciones

### Hardware
The Essential Phone tiene un cuerpo de titanio y cerámica, una pantalla de borde a borde (además fue el primer teléfono inteligente en incluir un "notch", el cual luego fue popularizado por el iPhone X) con un inusual relación de aspecto de 19:10 protegido con Gorilla Glass 5, un procesador Snapdragon 835, 4 GB de memoria RAM, y 128 GB de almacenamiento. El teléfono posee dos cámaras, una de 13 MP con f/1.85 lentes, uno de los cuales actúa como un sensor monocromático dedicado para fotografías en blanco y negro. Su cámara frontal tiene un sensor de 8 MP con lentes f/2.2.  Está disponible en negro, gris, blanco y con opciones de color "Profundidad del océano". Junto con el teléfono hay una cámara de 360 grados que se puede acoplar a su parte superior, y también está disponible un accesorio de base de carga. Tiene un conector USB-C pero no conector auricular de 3.5 mm
Un segundo dispositivo Conector Click puede ser un puente de carga. En enero de 2018 un accesorio con toma de auriculares comenzó a ser desarrollado, y más accesorios deben ser fabricados.

### Compatibilidad de red
El Teléfono Esencial es compatible con los cuatro proveedores de servicios inalámbricos más grandes en los Estados Unidos, pero el socio operador exclusivo es Sprint . En Canadá, Telus es el socio operador exclusivo.

En julio de 2017, se informó que Esencial planeaba vender el Teléfono Esencial en otros mercados, incluyendo el Reino Unido, con una sociedad posible con EE. UU., Japón, y Europa.
| Bands                                | Bands             | Bands                   | Bands                                     | Bands                        | Bands                         |
| CDMA EV-DO Rev. A (CDMA band number) | GSM (MHz)         | UMTS (UTRA band number) | LTE-FDD (E-UTRA band number)              | LTE-TDD (E-UTRA band number) | TD-SCDMA (E-UTRA band number) |
| ------------------------------------ | ----------------- | ----------------------- | ----------------------------------------- | ---------------------------- | ----------------------------- |
| 0, 1, 10                             | 850/900/1800/1900 | 1, 2, 4–6, 8            | 1–8, 11–13, 17, 20, 21, 25, 26, 28–39, 66 | 38–43                        | 34, 39                        |

### Software
El Teléfono Esencial corre Android, sin modificaciones. Tiene el gestor de arranque desbloqueado, lo que potencialmente permite una importante comunidad de desarrolladores que desean personalizar aún más su software. Rubin realizó una publicación de blog el 16 de agosto de 2017, prometiendo dos años de actualizaciones de Android y tres años de parches de seguridad mensuales..

## Ediciones especiales
En febrero de 2018, tres nuevos colores del teléfono fueron anunciados en el sitio web de venta de Esencial, océano profundo (parte trasera azulada con lados de bronce), gris Estelar, y cobre negro.
Una versión exclusiva de Amazon del Teléfono Esencial fue lanzado ese mes con un color "halo gris" y el asistente Alexa incorporado.

## Problemas

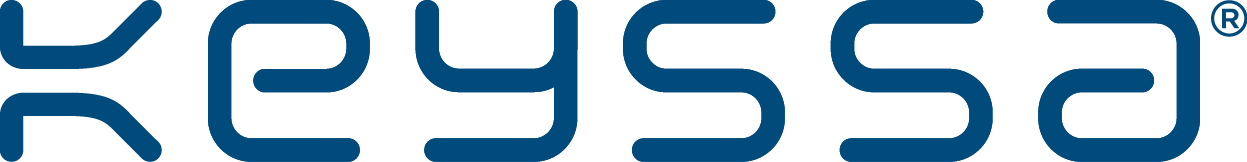
Keyssa Inc. Logo.

### Meltdown y Spectre
En enero de 2018, el teléfono recibió rápidamente un parche de seguridad para corregir las vulnerabilidades Meltdown y Spectre después de que fueran reveladas. Hasta ese momento, solamente los teléfono de Google tenían esas vulnerabilidades parcheadas.

### Retraso de disponibilidad
Rubin anunció el 30 de mayo de 2017, que el Teléfono Esencial se enviaría en aproximadamente 30 días, por ejemplo en junio de 2017. Sin embargo, este calendario estimado no se cumplió sin que Essential respondiera a las consultas de los medios. A mediados de julio, Rubin envió un correo electrónico a clientes potenciales diciendo que la certificación y las pruebas del operador estaban en curso, y que esperaba que el dispositivo fuera enviado "en unas pocas semanas". Después de una serie de retrasos y la falta de una fecha de lanzamiento exacta, Best Buy colocó listas de Teléfono Esencial, que se lanzó el 17 de agosto. El 9 de agosto de 2017, Rubin anunció que el teléfono estaba en producción masiva, y que una fecha de lanzamiento se anunciaría en la próxima semana. Luego, se confirmó que el Teléfono Esencial comenzaría a enviarse antes de la cuarta semana de agosto, según un correo electrónico enviado por Rubin a los clientes.. Comenzó a enviarse en lotes el 25 de agosto.

### Filtración de dato del cliente
El 29 de agosto de 2017, surgieron informes de que cientos de clientes que solicitaron el Teléfono Esencial comenzaron a recibir correos electrónicos desde una dirección @essential. El correo electrónico contenía una solicitud de aspecto oficial de una "identificación con foto" del cliente para "verificar la información para completar el procesamiento del pedido reciente". Essential luego tuiteó que estaban al tanto de los recientes correos electrónicos recibidos por algunos clientes y que los estaban investigando y habían tomado medidas para mitigar los problemas.. Rubin se disculpo personalmente y ofreció un año de LifeLock a los clientes afectados; alrededor de 70 personas fueron afectadas. Algunas licencias de conducir de los clientes también se filtraron por correo electrónico. Los clientes afectados por la fuga de datos obtuvieron el teléfono gratis.

### Problemas de tacto
En octubre de 2017, algunos teléfonos tenían una pantalla táctil que se desplazaba por el problema de "nerviosismo".Essential dijo que estaban trabajando en el problema y que se lanzaría un parche de software.

### Pleito secreto comercial
Keyssa, una empresa de nueva creación propiedad del cofundador de Nest Tony Fadell y especializada en la transmisión de datos inalámbricos, presentó una demanda acusando a  Essential de robo secreto comercial en octubre de 2017. Keyssa dijo que estuvo en conversaciones con Essential durante aproximadamente 10 meses para ayudar a proporcionar la tecnología que se esconde tras la conexión del nuevo teléfono Android de Essential y sus futuros productos planificados. Essential quería incorporar un microchip desarrollado por Keyssa en el Teléfono Esencial para proporcionar funcionalidad a sus accesorios modulares, pero recurrió a una empresa similar, SiBeam, para producir el microchip. Keyssa dice que Essential robó su tecnología patentada porque los acuerdos de confidencialidad que firmó protegieron las reuniones de las dos compañías y evitaron que Essential use esos secretos comerciales para fabricar productos comerciales.. es un Teléfono inteligente Android diseñado por el cofundador de Android Andy Rubin, y fabricado, desarrollado y comercializado por Essential Products. El teléfono fue oficialmente revelado el 30 de mayo de 2017.
El Teléfono Esencial tiene titanio y cuerpo cerámico, una pantalla de borde a borde protegido con Gorilla Glass 5 y cámara de doble lentes - una lente la cual tiene un sensor dedicado a la fotografía en blanco y negro. Acompañando al teléfono hay una cámara de 360 grados que se puede conectar a la parte superior del dispositivo.

## Historia

### Prelanzamiento
Bloomberg Informó en enero de 2017 que Andy Rubin, cofundador del sistema operativo de Android adquirido por Google en 2005, se preparaba para anunciar una compañía de hardware nueva que llamó Esencial, de la cual el primer producto de hardware sería el "Teléfono Esencial" .

Keyssa has not been compensated for Essential's use of this guidance and know-how. We are pursuing this action because our attempts to resolve this matter through discussions with Essential have not been successful.

## Recepción

### Recepción crítica
El Teléfono Esencial recibió generalmente revisiones positivas. Mucho de la crítica estuvo dirigida hacia el rendimiento de cámara, y la omisión de toma de auriculares.
- Wired apuntó positivamente su diseño, duración de la batería, rendimiento y stock OS de Android, pero no le gustó la cámara y el altavoz incorporado. Le dieron una puntuación de 8/10.[52]
- Engadget elogió su calidad de construcción, visualización de borde a borde, rendimiento, duración de la batería y construcción limpia de Android 7.1.1, pero criticó el brillo de la pantalla, y la falta de un conector para auriculares y resistencia al agua.[53]
- iFixit le dio al teléfono un 1 de cada 10 en términos de reparabilidad porque es casi imposible abrirlo sin congelar y finalmente romperlo..[54]
- CNET señaló que a pesar de las afirmaciones de Essential acerca de la resistencia del dispositivo, aún puede sufrir abolladuras durante el uso normal, y la pantalla se puede romper si se cae desde una altura.[55]
- This Week in Tech elogió el diseño, las especificaciones y el sistema operativo, pero señaló que la pantalla del teléfono se rajó durante el uso normal sin que se cayera, y criticó el rendimiento de las cámaras y un accesorio de la cámara.[56]

### Ventas
En su primer mes de lanzamiento, los envíos de Essential Phone fueron muy bajos, con ventas estimadas de alrededor de 5.000 unidades vendidas a través de Sprint. Debido a la baja demanda, Essential redujo el precio del teléfono de US $ 699 iniciales a US $ 499 más "razonables". Los clientes que compraron el teléfono al precio original podrían reclamar un código de "amigos y familia" de US $ 200 que podría usarse para comprar el módulo de cámara de 360 grados u otro teléfono esencial.
Reclaman seis cifras de ventas de figuras.

## Sucesor
De acuerdo con los diseñadores de Essential, el PH-2 está en proceso.